# Turistická značená trasa 8633
 Turistická značená trasa č. 8633 měří 2,6 km; spojuje rozcestí Balcierovo v závěru Necpalské doliny a rozcestí Koniarky na hlavním hřebenu v centrální části pohoří Velké Fatry na Slovensku.

## Průběh trasy
Z rozcestí Balcierovo stoupá prudce zalesněným terénem k rozcestí Koniarky. Jedná se o krátkou, i když převýšením náročnou spojovací trasu.
| Km  | Místo      | Navazující a křižující trasy                                        | Souřadnice                      | Nadm. výška |
| --- | ---------- | ------------------------------------------------------------------- | ------------------------------- | ----------- |
| 0   | Balcierovo | 2733                                                                | 48°55′43″ s. š., 19°4′13″ v. d. | 839 m       |
| 3,4 | Koniarky   | Naučná stezka Hrebeňom Veľkej Fatry, 0870 Velkofatranská magistrála | 48°55′7″ s. š., 19°5′35″ v. d.  | 1379 m      |

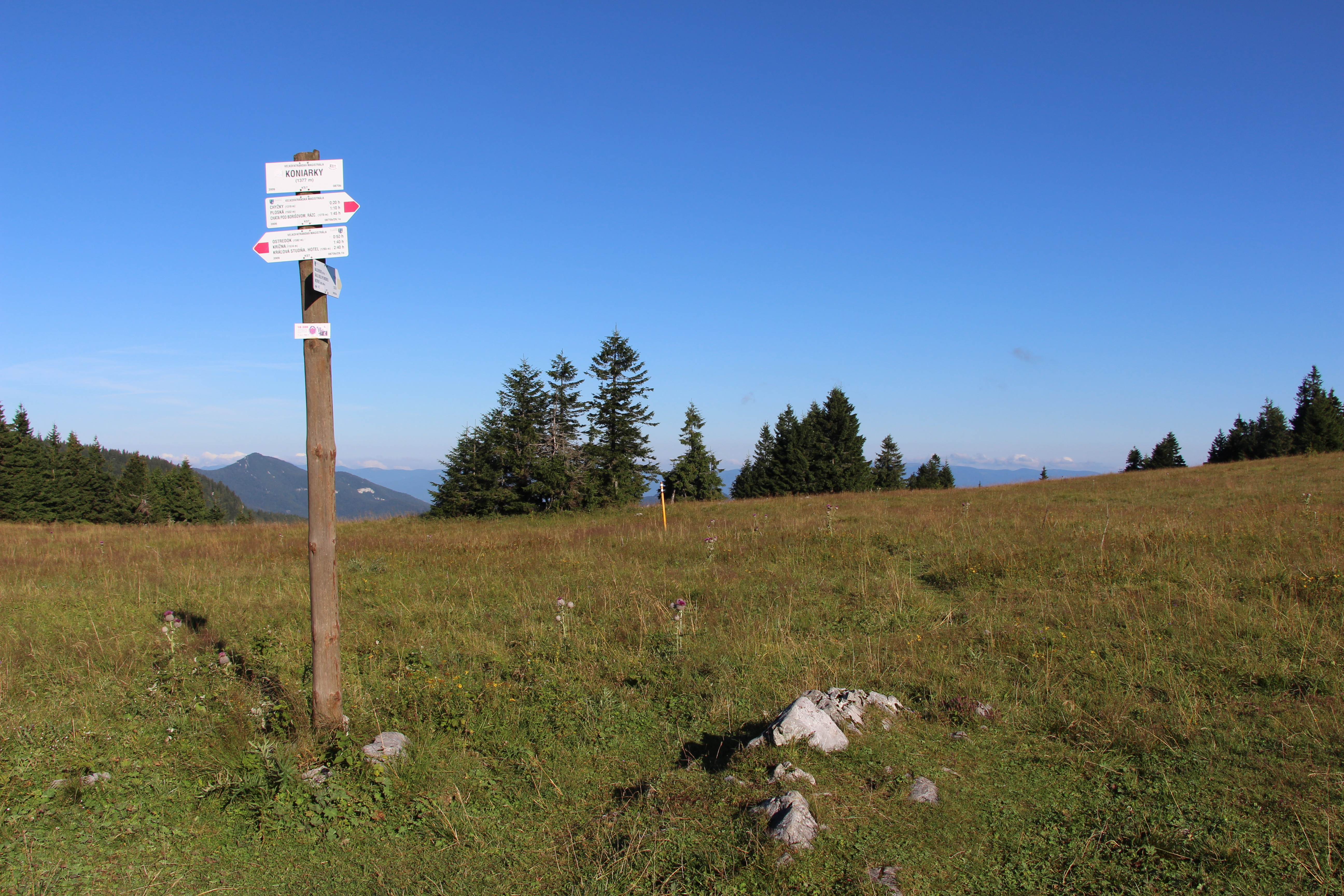
Koniarky
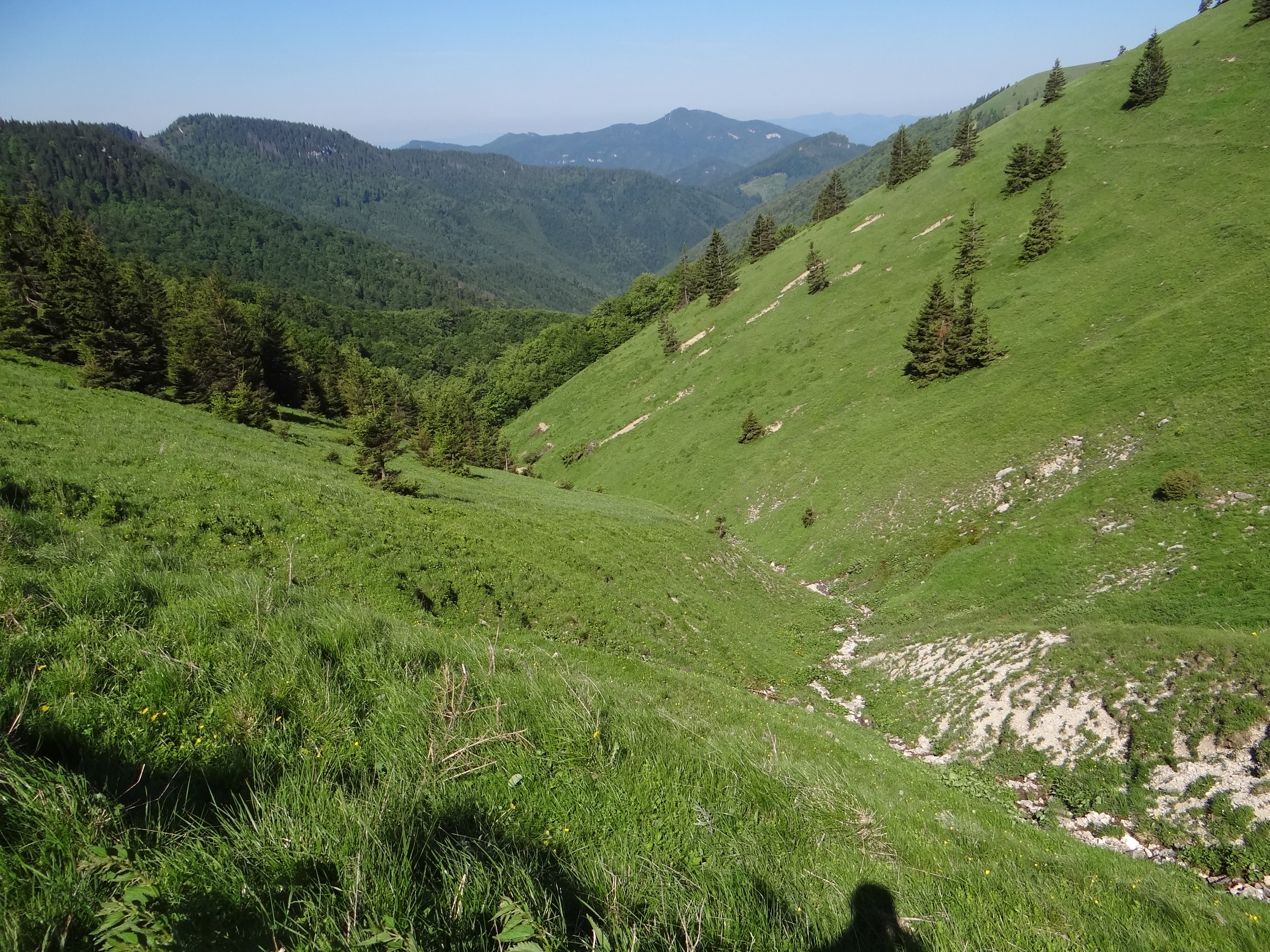
Necpalská dolina